# Крейденко Володимир Вікторович
Крейденко Володимир Вікторович (нар. 8 травня 1987, Мелітополь, Запорізька область, Українська РСР) — народний депутат від партії «Слуга народу» IX скл. Заступник голови Комітету ВРУ з питань транспорту та інфраструктури. З 2019 року — член партії «Слуга народу». Заступник Голови молодіжного крила партії з роботи зі студентами.
Кандидат наук, доцент кафедри парламентаризму та політичного менеджменту Національної академії державного управління при Президентові України. З 2021 року асистент кафедри парламентаризму Навчально-наукового інституту публічного управління та державної служби КНУ ім. Т. Шевченка.

## Життєпис

### Освіта
Закінчив Київський міжнародний університет. Національна академія державного управління при Президентові України (2010—2012), кафедра політичної аналітики і прогнозування, аспірантура. Нагороджений Почесною Грамотою НАДУ при Президенті України за вагомі наукові досягнення та активну громадську позицію (2012).
- Липень — серпень 2009 — стажування у Європейській молодіжній організації «ACTIVE-Sobriety, Friendship and Peace» щодо реалізації молодіжних проєктів у Європейському Союзі (Стокгольм, Швеція);

- Червень — вересень 2011 — стажування у Європарламенті щодо ролі молоді у прийнятті державних та наддержавних рішень (Страсбург, Франція);
- Грудень 2013 р.— тижневе навчання щодо роботи Європейського економічного і соціального комітету (Єврокомісія), (European Economic and Social Committee), (Брюссель, Бельгія).
- Квітень 2021 р. — навчання за програмою тематичного курсу: «Регіональні аспекти зовнішньої політики України» у Дипломатична академія України імені Геннадія Удовенка при Міністерстві закордонних справ.

З 2009 — викладач кафедри політології, Інституту психології та соціально-політичних наук, Київського Міжнародного Університету.
З 2022 року є Амбасадором добровольчого будівельного батальйону «Добробат».

## Політична та громадська діяльність
2004—2021 — Голова Правління МГО «Краще без…»
2006—2021 — Голова Правління ВМГО «Совість і Надія України».
2010—2012 — член Правління Європейської молодіжної ГО «Active-Sobriety, Friendship and Peace» (Стокгольм).
2011—2018 — засновник та голова партії «Республіканців».
2013—2015 — головний спеціаліст Управління експертних досліджень та аналізу в Національній комісії з питань захисту суспільної моралі.
2015—2016 — начальник відділу ситуативного аналізу та прогнозування у Міністерстві інформаційної політики України.
2016—2018 — приватний підприємець та виконавчий директор громадської організації «Антикорупційний штаб».
2019 — член партії «Слуга народу».
2019 — народний депутат від партії «Слуга народу» 9-го скликання. Заступник голови Комітету ВРУ з питань транспорту та інфраструктури. Заступник члена Постійної делегації у Парламентській асамблеї НАТО. Співголова групи з міжпарламентських зв'язків з Азербайджаном, учасник груп з міжпарламентських зв'язків з Чехією, Британією, Ізраїлем, Сінгапуром, Грецією, Естонією, ФРН.
2021 — заступник Голови молодіжного відділу партії «Слуга Народу» з роботи зі студентами.
2022 — обраний членом Тимчасової слідчої комісії Верховної Ради України з питань розслідування можливих фактів незаконного та неефективного проведення органами державної влади, органами місцевого самоврядування заходів щодо вдосконалення системи управління та дерегуляції земельних відносин (земельної децентралізації).
Був помічником народних депутатів VI (Володимир В'язівський) та VIII скликання (Валерія Карпунцова).
22 липня 2025 року проголосував за проєкт закону 12414, що обмежує Національне антикорупційне бюро України та Спеціалізовану антикорупційну прокуратуру. Закон викликав хвилю антикорупційних протестів.
Є автором та співавтором більш ніж 220 законопроєктів, переважно спрямованих на реформування транспортної галузі та безпеки руху, серед яких:
- проєкт закону «Про внутрішній водний транспорт»[12], який сприятиме розвитку галузі внутрішніх водних шляхів та зробить цю сферу привабливою для інвестицій.[13];
- проєкт закону «Про внесення змін до статті 7 Закону „Про автомобільний транспорт“ щодо організації пасажирських перевезень»[14];
- проєкт закону «Про внесення змін до деяких законодавчих актів України щодо реформування системи перевезень пасажирів автомобільним та міським електричним транспортом відповідно до стандартів Європейського Союзу»[15];
- проєкт закону «Про внесення змін до Кодексу України про адміністративні правопорушення щодо порушення правил перевезення у міському електричному транспорті»[16];
- проєкт закону «Про розслідування авіаційних подій та інцидентів в цивільній авіації та Національне бюро розслідування авіаційних подій»[17];
- проєкт закону «Про внесення змін до Закону України „Про внутрішній водний транспорт“ щодо судноплавства під час введення воєнного або надзвичайного стану»[18], що надає повноваження Адміністрації судноплавства ухвалювати рішення про припинення судноплавства у випадку введення воєнного або надзвичайного стану[19];
- проєкт закону «Про внесення змін до Закону України „Про дорожній рух“ щодо використання пішоходами світлоповертальних елементів у темну пору доби чи в умовах недостатньої видимості»[20], що значно зменшить кількість дорожньо-транспортних пригод, які трапляються за участю пішоходів у темну пору доби[21];
- проєкт закону «Про денонсацію Договору між Україною та РФ про співробітництво у використанні Азовського моря і Керченської протоки»[22];
- проєкт закону «Про внесення змін до деяких законодавчих актів щодо забезпечення вивчення правил безпеки дорожнього руху»[23], який запроваджує в дошкільних та шкільних програмах обов'язкове впровадження культури безпечної поведінки на дорозі через вивчення Правил дорожнього руху[24];
- проєкт закону «Про внесення змін до деяких законів України щодо підвищення безпеки на залізничному транспорті»[25], який вирішує проблему розукомплектування залізничної інфраструктури та вагонів[26];
- проєкт закону «Про внесення змін до Кримінального кодексу України та Кодексу України про адміністративні правопорушення щодо посилення відповідальності за втручання в діяльність залізничного транспорту»[27];
- проєкт закону «Про внесення змін до статті 127 Кодексу України про адміністративні правопорушення щодо відповідальності за залучення дітей до порушення правил дорожнього руху»[28];
- проєкт закону «Про внесення змін до деяких законодавчих актів України щодо забезпечення розвитку судноплавства внутрішніми водними шляхами»[29];
- проєкт закону «Про внесення змін до Закону України „Про залізничний транспорт“ щодо деяких питань управління безпекою руху на залізничному транспорті»[30].

Деякі інші законодавчі ініціативи:
- проєкт закону «Про поштовий зв'язок»[31];
- проєкт закону «Про внесення змін до деяких законів України щодо надання статусу учасників бойових дій та соціальних гарантій медичним працівникам, які безпосередньо залучалися для захисту незалежності, суверенітету та територіальної цілісності України»[32];
- проєкт закону «Про внесення змін до деяких законів України щодо стимулювання розвитку українського книговидання і книгорозповсюдження»[33];
- проєкт закону «Про внесення змін до Податкового кодексу України щодо звільнення від оподаткування податком на додану вартість операцій з постачання україномовних аудіокниг»[34];
- проєкт закону «Про особливості надання електронних публічних послуг»[35];
- проєкт закону «Про основні засади державної політики у сфері утвердження української національної та громадянської ідентичності»[36];
- проєкт закону «Про цифровий контент та цифрові послуги»[37];
- проєкт закону «Про внесення змін до Кодексу України про адміністративні правопорушення щодо захисту дітей від шкідливого впливу алкогольних напоїв, тютюнових виробів, електронних сигарет, рідин, що використовуються в електронних сигаретах та посилення відповідальності за порушення у цій сфері»[38];
- проєкт закону «Про внесення змін до Закону України „Про заходи щодо попередження та зменшення вживання тютюнових виробів і їх шкідливого впливу на здоров'я населення“ щодо заборони новітніх тютюнових виробів, що містять смако-ароматичні добавки»[39].

## Відзнаки
- Certificate «Democracy — Space for Engagement» (European Youth Cetre Strasbourg), Strasbourg, France, October 2006;
- Почесна Грамота Міністерство України у справах сім'ї, молоді та спорту, Київ, 2008;
- Certificate «Corporate Social Responsibility and Economic Empowerment for Ukrainian Orphans», (OSCE, Ministry of Ukraine for family, youth and sports), Kyiv, September 2009;
- переможець телепрограми «Спокуса владою», номінація «Найкращий молодий політик України 2009», Перший національний канал, м. Київ, 2009;
- Certificate «You(th) are us», Bratislava, Slovakia, March 2010;
- Свідоцтво «Про призначення гранту Президента України для обдарованої молоді на 2012 рік», м. Київ, квітень 2012[40];
- Почесна Грамота Національної академії державного управління при Президентові України, м. Київ, жовтень 2012;
- Certificate «(Not) so different», (ACTIVE-Sobriety, Friendship and Peace, Council of Europe), London, United Kingdom, October 2012;
- Youthpass «Whatever Our Weather, We can be Together», (Youth in Action Programme), Zonguldak, Turkey, August 2013;
- Certificate «Change the Change», (ACTIVE-Sobriety, Friendship and Peace, Council of Europe), Tartu, Estonia, March 2013;
- Почесна Грамота Мелітопольського міського виконавчого комітету, Мелітополь, січень 2014;
- Подяка Голови Запорізької обласної адміністрації, Запоріжжя, травень 2014;
- Подяка Голови Святошинської районної адміністрації, Київ, червень 2014;
- Подяка Київського міського Голови, Київ, 2015.
- Грамота Міністерства молоді та спорту України, Київ, 2015.
- Certificate "Human Rights Generation «Owning freedom», Bran, Romania, August 2015.
- Диплом лауреата премії Київського міського голови за особливі досягнення молоді у розбудові столиці України — міста-героя Києва в номінації «внесок у розвиток молодіжного руху», Київ, 2017.
- Подяка Сумського міського голови з врученням нагрудної відзнаки, Суми, червень 2024.